# Maur
Maur ist eine politische Gemeinde und ein Dorf im Bezirk Uster des Kantons Zürich in der Schweiz. Der Name Maur wird Schweizerdeutsch «Muur» ausgesprochen.

## Geographie

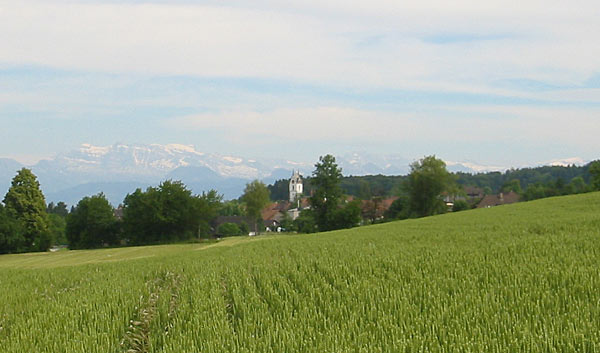
Blick von NNW auf Maur mit seiner Kirche. Im Hintergrund die Glarner Alpen.

Das Gemeindegebiet erstreckt sich vom westlichen Ufer des Greifensees bis zum Scheitel der Pfannenstiel-Kette zwischen Pfannenstiel (852 m ü. M.) im Süden und Wassberg (728 m ü. M.) im Norden. Der Höhenunterschied vom See zum Pfannenstiel beträgt fast 400 Meter.
Das hügelige Gemeindegebiet wird zu etwa einem Viertel von Wäldern und etwa zur Hälfte von Feldern und Weiden bedeckt. Die Dörfer sind mehrheitlich bestimmt von Einfamilienhäusern. Der See mit Schifflände (Schiffsanlegestation), der Badeanstalt und der Pfannenstiel sind beliebte Wander- und Ausflugsziele. Das unter Naturschutz stehende Ufer des Greifensees ist unverbaut, was zum ländlichen Aussehen der Gemeinde trotz ihrer Nähe zur Stadt Zürich beiträgt.
Das Ufer des Greifensees ist flach. Die Schwemmland-Ebene ist bei Maur am breitesten und verjüngt sich deutlich gegen Norden. Der Hang, der sich an die Ebene anschliesst, ist fast durchgehend bewaldet. Danach folgen flachere Teile, auf denen sich die Dörfer und Äcker «am Berg» (Binz, Ebmatingen und Aesch) ausbreiten. Die Hügel der Pfannenstiel-Kette sind oben flach und größtenteils bewaldet. Die zum Greifensee entwässernden Bäche wie der Dorfbach und der Aschbach führen nur wenig Wasser.

## Geschichte

### Frühzeit
Über 4000 Jahre alte Pfahlbauten am Greifensee sind die ältesten Zeugnisse menschlichen Lebens in der Gemeinde. Aus dieser Zeit der besiedelten Strandplatte 2750–2500 v. Chr. stammt der im Urteil der Zürcher Kantonsarchäologie besterhaltene und bestdokumentierte jungsteinzeitliche Reusenfund der Schweiz und Süddeutschlands von 2013: ein aussergewöhnliches, aus Ruten und Waldrebe-Ranken geflochtenes Zeugnis prähistorischer Fischerei, eine Korbreuse mit Fundort Schifflände. Das in vielen Teilen gut erhaltene Objekt ist etwa 1 Meter lang, mit einem Durchmesser von 50 cm. Ein in die weite Mündung geflochtener, ins Innere der Reuse sich verengender Trichter liess die Fische gegen die Strömung in den Korb schwimmen, jedoch kaum wieder zurück. Am sich verjüngenden Vorderende der Reuse konnte sie mit einem Deckel geöffnet und die Beute entnommen werden. Solche Gerätefunde ermöglichen Erkenntnisse über den Fischkonsum der Menschen in jungsteinzeitlichen und bronzezeitlichen Seeufersiedlungen seit Beginn der Pfahlbauforschung. In diesen Umkreis gehören auch Mauremer Funde von Angelhaken aus Geweih und Bronze, Netzsenker aus gekerbten Kieseln und Netzschwimmer aus Pappelrinde. Die Belege stehen für das Angeln, die Treib- und Stellnetzfischerei und die Reusensetzerei der prähistorischen Fischer.
Grabhügel in den Wäldern nördlich von Maur und Belege aus Rettungsgrabungen in Ebmatingen beweisen, dass die Gegend auch zur Bronze-, bzw. Hallstattzeit bewohnt war. Zur Römerzeit bestand in Maur ein Gutshof, von dessen Überresten sich der Name der Gemeinde ableitet. Unter der Kirche wurden Spuren von römischen Mauern entdeckt.

### Zeit der Königshöfe
Die erste Kirche wurde um 700 erbaut (eine der ältesten im Kanton Zürich). Aus dieser Epoche wurden auch mehrere Gräber entdeckt: ein Gräberfeld bei Aesch und mehrere Gräber unter der heutigen Kirche. Maur war damals ein lokales Verwaltungs- und Bewirtschaftungszentrum des zentralen Königshofs in Zürich. Erstmals schriftlich erwähnt wurde Maur in der zweiten Hälfte des 9. Jahrhunderts im grossen Rotulus des Grossmünster in Zürich, das darin seine abgabepflichtigen Besitztümer zu Beginn des 9. Jahrhunderts aufzählte. Mit Gründung der Fraumünsterabtei in Zürich durch Ludwig den Frommen erhielt Maur um 830 eine neue Grundherrin, was aber bald zu Streitereien führte. Wie im grossen Rotulus festgehalten, wurde in einem Schiedsspruch des Bischofs von Konstanz aus dem Jahr 946 bestätigt, dass Maur, Ebmatingen und Binz ihre Abgaben ans Grossmünster zu leisten hätten.

### Das Meieramt
Die Fraumünsterabtei setzte daraufhin einen Meier ein, der sich nicht nur um die Verwaltung des Hofs kümmerte, sondern auch die niedere Gerichtsbarkeit ausübte. Ausserdem stand ihm das in der Offnung von 1543 schriftlich verbürgte Recht der ersten Nacht zu, gemäss dem er mit jeder Braut der Gemeinde die Hochzeitsnacht verbringen durfte. Dieses Recht ist im ganzen deutschsprachigen Raum sonst nur noch in der Offnung für Hirslanden und Stadelhofen belegt. Die Historiker glauben aber nicht, dass der Meier von diesem ius primae noctis wirklich Gebrauch machte. Denn der Bräutigam konnte ihm auch einen Ersatz zahlen, und dies deuten sie weniger als Ersatz für das entgangene Vergnügen, sondern eher als Entschädigung für das Geschirr, Holz und Schweinefleisch, das der Meier und seine Frau an das Hochzeitsfest beizusteuern hatten.
Der Meier von Maur wurde schon bald zu den Bürgern, später zu den Rittern (Adligen) der Stadt Zürich gezählt. Seinen Sitz hatte der Meier auf der Burg Maur, die damals wohl ein einfacher Wohnturm war.

### Gerichtsherrschaft Maur

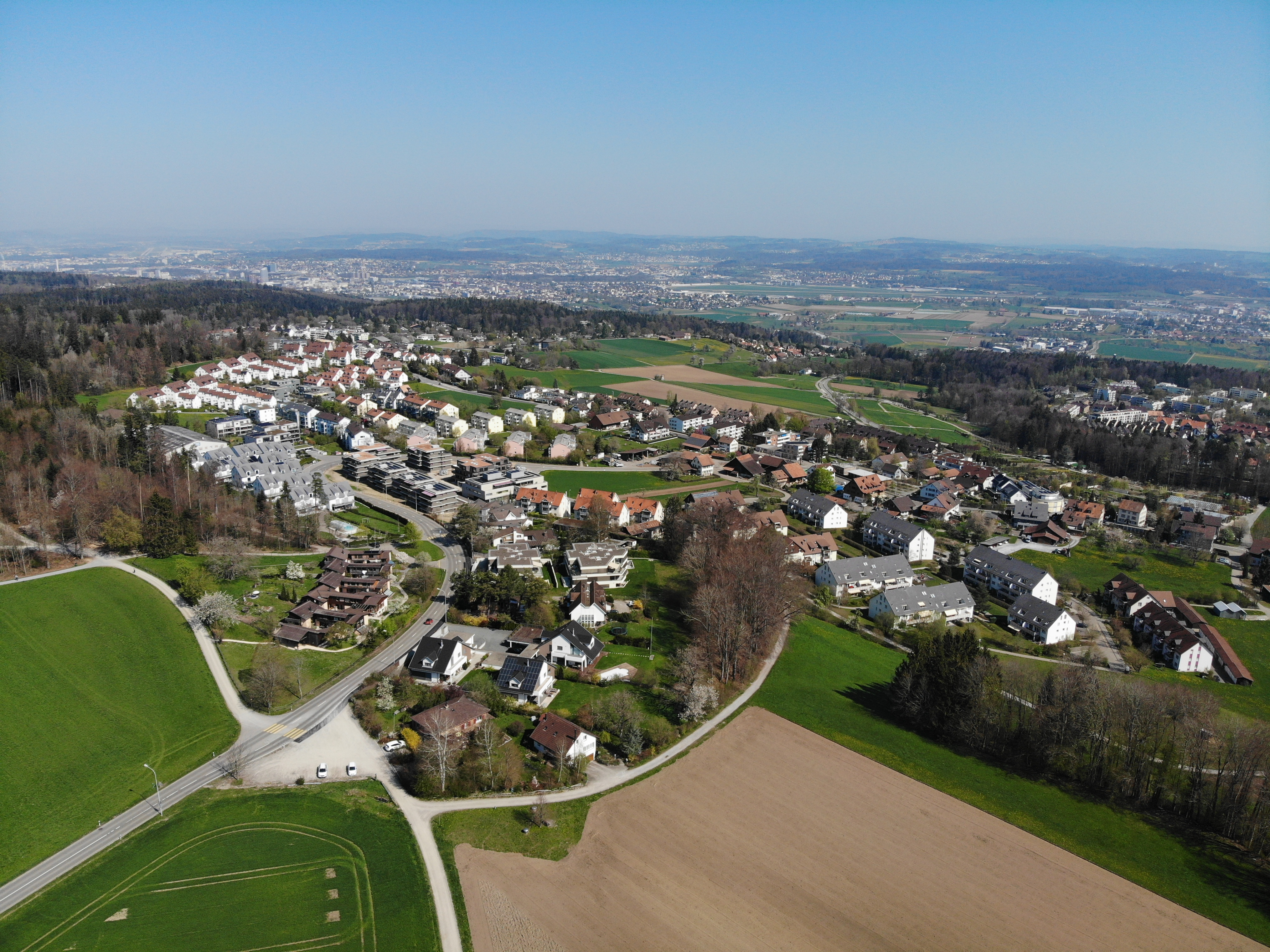
Westlicher Teil von Maur, Blick nach Norden

Anfang des 14. Jahrhunderts trat an Stelle des klösterlichen Meieramtes die Gerichtsherrschaft Maur innerhalb der
Herrschaft Greifensee. Die Vogtei Ebmatingen hingegen lag seit dem Alten Zürichkrieg in der Hand des jeweiligen amtsältesten Bürgermeisters der Stadt Zürich. Der Gerichtsherr leitete auch die Gemeindeversammlung und nahm somit eine führende Rolle ein. Die Gerichtsherrschaft Maur gehörte von 1424 bis 1629/52 der Familie Aeppli und nach mehreren Familien in Zürich von 1749 bis 1775 dem berühmten Kupferstecher David Herrliberger. Letzterem wird nachgesagt, er soll die Herrschaft nur gekauft haben, um sein Ansehen zu heben. Als Gerichtsherr soll er weniger erfolgreich gewesen sein und mit Dorfbewohnern und dem Pfarrer verschiedene Streitigkeiten gehabt haben. 1775 verkaufte er die Gerichtsherrschaft an Heinrich Zollinger, einen Bauern aus Uessikon. Dieser war vor allem an den Ländereien interessiert und verkaufte die gerichtlichen Rechte an die Stadt Zürich. Maur wurde dadurch Teil der Stadtrepublik Zürich.

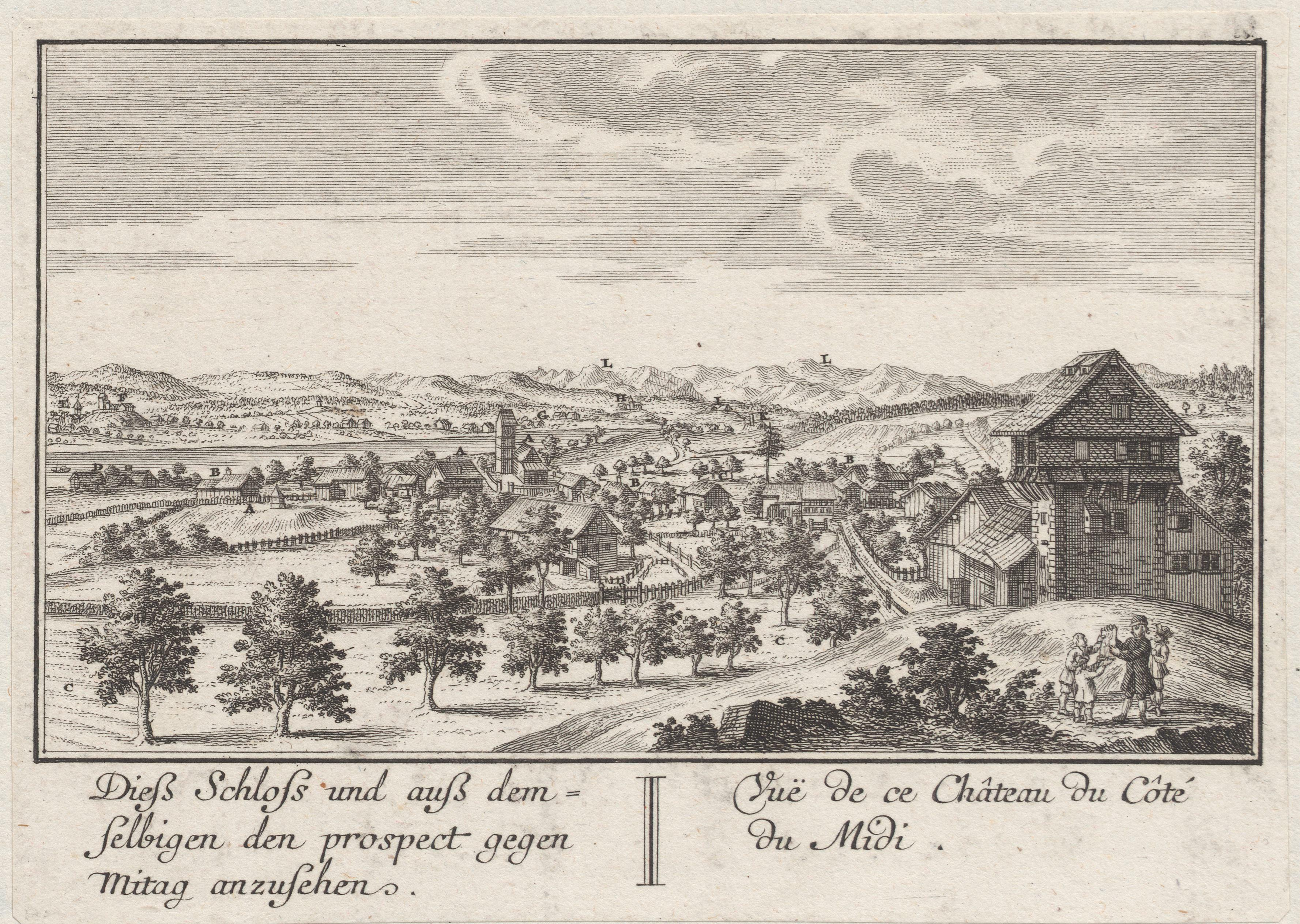
Schloss und Dorf auf einem Druck von David Herrliberger um 1750

Maur hatte zu dieser Zeit eine Taverne, zwei Mühlen am Dorfbach, eine Badestube und ab 1604 eine Metzgerei. Die heutige Kirche stammt aus dem 16. Jahrhundert. Weitere Mühlen entstanden in Uessikon im 16. Jahrhundert und für kurze Zeit in Aesch im 19. Jahrhundert. In der alten Mühle Maur ist heute das Ortsmuseum untergebracht.
Seit 1628 gibt es in Maur eine ständige Schule. Keine zwanzig Jahre später wurde in Aesch eine Schule gegründet, die bis 1660 auch von Ebmatinger Kindern besucht wurde. Uessikon erhielt erst 1772 eine offizielle und dauerhafte Schule. 1729 erhielt Maur ein eigenes Schulhaus, 1781 entstand in Uessikon das zweite Schulgebäude der Gemeinde. 1772 konnten nur rund ein Drittel der Schulbuben richtig lesen – Rechnen wurde nicht gelehrt.

### Politische Gemeinde Maur

Historisches Luftbild, aufgenommen am 23. Juli 1931 von Walter Mittelholzer

1798 wurde Maur im Rahmen der Helvetischen Republik eine politische Gemeinde. Orts- resp. Zivilgemeinden in den einzelnen Dörfern bestanden aber noch über 100 Jahre lang. Gemeindevorsteher war ein vom Zürcher Rat gewählter Untervogt.:126

### 19. Jahrhundert
Im 19. Jahrhundert durchlief die Schweiz tiefgreifende politische und soziale Veränderungen, die auch das Leben in Maur beeinflussten. Nach der Gründung des modernen Bundesstaates 1848 wurde die föderale Struktur weiter ausgebaut, was die Eigenständigkeit der Gemeinden stärkte. In dieser Zeit entwickelten sich auch in Maur lokale Verwaltungsstrukturen, und die Gemeinde übernahm vermehrt Aufgaben in Bildung, Sozialfürsorge und Infrastruktur.
Wirtschaftlich war Maur, wie viele ländliche Gemeinden, von der Landwirtschaft geprägt. Im Gegensatz zu anderen Gemeinden, die im 19. Jahrhundert einen langsamen Strukturwandel erlebten, wurde Maur nicht von der Industrialisierung erfasst – Handwerk und kleinere Gewerbebetriebe blieben Nebenerscheinungen, aber viele Einwohner erledigten Heimarbeit, insbesondere Seidenweberei.:148 ff Die Einführung der allgemeinen Schulpflicht und die Entwicklung des öffentlichen Schulwesens führten zu einer verbesserten Bildung der Bevölkerung, was auch in Maur spürbar war. In allen Ortsteilen wurden zur Mitte des Jahrhunderts neue Schulhäuser gebaut respektive Gebäude angekauft.:180 ff

### 20. Jahrhundert
Zu Beginn des 20. Jahrhunderts erlebte die Schweiz eine Phase der Modernisierung und des wirtschaftlichen Aufschwungs. Auch in Maur wurden neue Infrastrukturprojekte realisiert, etwa im Bereich des Straßenbaus und der Wasserversorgung (1949 Inbetriebnahme der ersten Druckleitung in der Schweiz durch einen See):256. Die Gemeinde wuchs langsam, blieb aber weiterhin stark landwirtschaftlich geprägt.
Die Gemeinde lag abseits der wichtigen Landstrassen – lange hatte man sich gegen einen Ausbau der Verkehrswege gesträubt aus Angst vor fremden Heeren, die sich entlang dieser bewegen könnten. Etwas besser sah es am Berg aus: Über die Forch verkehrte ab 1905 Autobusse, die 1912 durch die Forchbahn ersetzt wurden. Beim Bau der Überlandstrassenbahn, die vor allem Milch in die Stadt bringen sollte, beteiligte sich auch die Gemeinde Maur. Nach Maur fuhr noch bis 1925 die Postkutsche, die auf der Strecke über Witikon während 52 Jahren unterwegs gewesen war.:189 ff
Nach dem Zweiten Weltkrieg beschleunigte sich die Entwicklung: Die Bevölkerungszahl nahm zu, neue Wohngebiete entstanden und die Gemeinde wurde zunehmend in die Agglomeration Zürich eingebunden.:253, 276 Die Bedeutung von Gewerbe und kleineren Industriebetrieben blieb weiterhin gering. Die Landwirtschaft verlor zwar an Bedeutung, aber vor allem geprägt durch die Neuzuzüger, die Maur als ruhige, ländlichen Wohnort in Nähe zur Stadt Zürich schätzten. Bereits 1973 waren mehr als drei Viertel der arbeitstätigen Bevölkerung ausserhalb der Gemeinde tätig.:239, 252
Im Bereich der Bildung und des öffentlichen Lebens setzte sich die Entwicklung des 19. Jahrhunderts fort. Das Schulwesen wurde weiter ausgebaut und modernisiert, die Schulen mussten eine immer grösserer Einwohnerzahl gerecht werden: 1965 nahm das Oberstufenschulhaus Looren auf freien Feld zwischen den Dörfern den Betrieb auf, Anfang der 1970er Jahre erhielten die Primarschulhäuser in Ebmatingen, Aesch und Maur moderne Bauten.:267 Die starke Zuwanderung führte zu grundlegenden Veränderungen im Charakter des Gemeindelebens.:280

## Wappen
Blasonierung
Geteilt von Schwarz und einer gefugten, gezinnten silbernen Mauer.
Das Wappen der Gemeinde und des Orts Maur geht auf das Siegel des Meiers aus dem Jahr 1363 zurück. Daneben existieren die Wappen der Ortsteile Aesch, Binz, Ebmatingen und Uessikon.

Aesch
Binz
Ebmatingen
Uessikon

## Bevölkerung
Die ganze Gemeinde hat seit dem Jahr 2016 über 10'000 Einwohner (10919 per 31. Dezember 2023). Im Dorf Maur leben nur 2333 Personen (2021, inkl. Uessikon). Zur Gemeinde mit einer Fläche von 14,8 km² zählen die Ortschaften und ehemaligen Bürgergemeinden Uessikon (weniger als 100 Einwohner), Binz (2215 Einwohner), Ebmatingen (2815 Einwohner) und Aesch (3450 Einwohner) auf der Forch (alle Zahlen aus dem Jahr 2021).
| Bevölkerungsentwicklung | Bevölkerungsentwicklung | Bevölkerungsentwicklung | Bevölkerungsentwicklung | Bevölkerungsentwicklung | Bevölkerungsentwicklung | Bevölkerungsentwicklung | Bevölkerungsentwicklung | Bevölkerungsentwicklung | Bevölkerungsentwicklung | Bevölkerungsentwicklung | Bevölkerungsentwicklung |
| ----------------------- | ----------------------- | ----------------------- | ----------------------- | ----------------------- | ----------------------- | ----------------------- | ----------------------- | ----------------------- | ----------------------- | ----------------------- | ----------------------- |
| Jahr                    | 1798                    | 1836                    | 1910                    | 1950                    | 1970                    | 1990                    | 2001                    | 2009                    | 2010                    | 2018                    | 2021                    |
| Einwohner               | 1623                    | 2133                    | 1421                    | 1577                    | 3943                    | 6979                    | 9061                    | 9261                    | 9517                    | 10'204                  | 10'813                  |

50,58 % der Bevölkerung sind Frauen (2009), 21,5 % sind Ausländer (2021). Die Zugehörigkeit zu Konfessionen verteilt sich wie folgt: 32 % reformiert, 22 % katholisch und 46 % konfessionslos oder unbekannt (2021).

## Politik
2021 waren 6960 Einwohner der Gemeinde stimmberechtigt.

### Nationale Wahlen
Bei den Nationalratswahlen 2023 betrugen die Wähleranteile in Maur: SVP 31,02 % (−0,78), FDP 19,09 % (−0,82), SP 13,48 % (+2,66), glp 13,35 % (−2,65), Mitte 9,76 % (+3,01), Grüne 6,23 % (−3,17), EVP 2,09 % (−0,44), EDU 1,77 (+0,60).

### Kantonale Wahlen
Bei den Kantonsratswahlen vom 3. April 2011 erreichte in der Gemeinde Maur die SVP 35 %, die FDP 17 %, die GLP 15 %, die die SP 12 % und die Grünen sowie die BDP je 5 % der Wählerstimmen.
Bei den Kantonsratswahlen vom 13. April 2015 erreichte in der Gemeinde Maur die SVP 36 %, die FDP 26,3 %, die SP 12,7 %, die GLP 7,6 %, die CVP 4,1 %, die Grünen 3,6 % und die BDP 3,9 % der Wählerstimmen. Die übrigen Parteien erhielten folgende Prozente: EVP 2,2 %, EDU 2,0 %, AL 0,7 % und die SD 0 %.
Bei den Kantonsratswahlen vom 24. März 2019 erreichte in der Gemeinde Maur die SVP 28,91 %, die FDP 23,77 %, die GLP 13,88 %, die SP 13,11 %, die Grünen 7,61 %, die CVP 4,65 % und die BDP 2,31 % der Wählerstimmen. Die übrigen Parteien erhielten folgende Prozente: EVP 2,34 %, EDU 2,12 % und die AL 1,29 %.

### Gemeinderat
| Mitglieder des Maurmer Gemeinderats (2022–2026) | Mitglieder des Maurmer Gemeinderats (2022–2026) | Mitglieder des Maurmer Gemeinderats (2022–2026) | Mitglieder des Maurmer Gemeinderats (2022–2026) |
| Name                                            | Amtsantritt                                     | Funktion                                        | Partei                                          |
| ----------------------------------------------- | ----------------------------------------------- | ----------------------------------------------- | ----------------------------------------------- |
| Yves Keller                                     | 2018/2022                                       | Gemeindepräsident, Finanzen                     | FDP                                             |
| Urs Rechsteiner                                 | 2018                                            | 1. Vizepräsident, Hochbau und Planung           | Die Mitte                                       |
| Catherine Gerwig                                | 2018                                            | 2. Vizepräsidentin, Tiefbau                     | SVP                                             |
| Rob Labruyère                                   | 2018/2022                                       | Schulpräsident, Bildung                         | parteilos                                       |
| Claudia Bodmer                                  | 2022                                            | Liegenschaften                                  | Die Mitte                                       |
| Thomas Hügli                                    | 2022                                            | Sicherheit und Kultur                           | GLP                                             |
| Alexander Lenzlinger                            | 2022                                            | Gesellschaft                                    | FDP                                             |

## Gemeindeteile
Die Gemeinde Maur besteht aus verschiedenen Dörfern, von denen Maur das kleinste ist, und einigen Weilern.

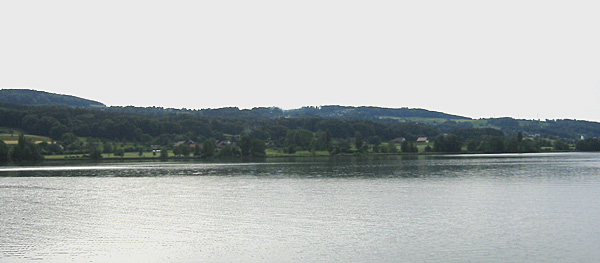
Blick vom Südende des Greifensees in Richtung Nordwest (Forch)

### Aesch/Forch
Aesch liegt auf einer Terrasse auf der Ostseite der Forch, dem Übergang vom Zürichsee ins Zürcher Oberland. Zum Ortsteil gehört auch noch Scheuren. Heute wird für die frühere Zivilgemeinde Aesch meist der Name Forch verwendet, der Aesch und Scheuren einschliesst.
Früher war Aesch ein kleines Dorf, entwickelte sich aber aufgrund der besseren Verkehrsanbindungen zum grössten Gemeindeteil. Dank Forchstrasse und Forchbahn ist die Stadt Zürich schnell erreichbar. Ab den 1960er-Jahren wurden in Aesch viele Einfamilienhäuser gebaut. Nicht mit dieser Entwicklung konnte die Infrastruktur mithalten. Zwar baute die Gemeinde neue Schulen und ein Altersheim, es fehlt aber an einem zentralen Begegnungsort und an attraktiven Läden.

### Binz
Binz liegt im nordwestlichsten Zipfel der Gemeinde, nur wenige Kilometer von der Stadtgrenze Zürichs entfernt. In den 1990er-Jahren wurde in Binz stark gebaut, so dass sich die Einwohnerzahl verdoppelte. In Binz gibt es einen Kindergarten und eine Primarschule. Ab der 4. Klasse gehen die Kinder nach Ebmatingen zur Schule.

### Ebmatingen
Ebmatingen ist der zweitgrösste Ortsteil. Wie Aesch und Binz liegt es auf dem Berg auf einer Terrasse am Hang der Pfannenstielkette. Im Zürichdeutschen gibt es für den Ortsnamen zwei Versionen: Ämedinge und Ebedinge.
In der Flur Hofacher ortete die Kantonsarchäologie 1999 bei Rettungsgrabungen auf einer Fläche von 1000 Quadratmetern eine Siedlung von Grubenhäusern aus der älteren Mittelbronzezeit (1500 v. Chr.). Auf der Hangterrasse im Geländespickel zwischen alter und neuer Aeschstrasse hatte Lehrer Ueli Kaul aus Fällanden schon 1979 beim Bau der neuen Aeschstasse die Fundstelle eines grossen Pfostenhauses entdeckt. Pfostenlöcher mit Keilsteinen, die tragende Holzpfosten enthalten hatten, Reste lehmverstrichener Flechtwände und in den Boden abgetiefte Herdstellen waren die wegweisenden Funde. Firstpfosten dienten als Aufhängegalgen, das Firstdreieck als Rauchabzug über der Herdstelle. Der Fundort zeigt Ähnlichkeiten mit entsprechenden Fundstellen in Urdorf-Herweg, Birmensdorf-Stoffel und Cham ZG-Oberwil. Die Datierung stützt sich vor allem auf Keramikfunde, bestehend aus in Wulsttechnik gefertigten Bechern, Töpfen, Schalen, Henkelgefässen und Schüsseln mit Fingernagel- und Fingertupfverzierungen, Schlickauftrag, Rillen-, Ritz- und Stempelmustern. Daneben wurden auch Webgewichte und Spinnwirtel gefunden und als Belege des Ackerbaus Mahlsteinfragmente und Spuren von Ackerbohnen, Dinkel- und Emmerkörnern.
In Ebmatingen ist der einzige grössere Laden der Gemeinde Maur und die katholische Kirche.

### Maur
Mit reformierter Kirche und Gemeindeverwaltung ist das Dorf Maur am See das Zentrum der Gemeinde, auch wenn hier weniger als ein Viertel der Einwohner leben.
In Maur befindet sich das Seebad und die Verwaltung der Schifffahrts-Genossenschaft Greifensee, die die Passagierschiffe auf dem See betreibt. Am Ufer nördlich von Maur liegen mehrere Campingplätze.

### Uessikon
Uessikon (gesprochen: Üessikon) ist ein Weiler am Südende des Greifensees, der im 20. Jahrhundert viele Einwohner verloren hat.

### Höfe
Übers Gemeindegebiet verstreut finden sich noch diverse weitere kleine Häuseransammlungen und Höfe. Die wichtigsten Weiler sind Neuhaus auf der Grenze zu Egg an der Forchstrasse, Wannwis an der Strasse zwischen Maur und Egg, Aschbach zwischen Maur und Fällanden, Stuelen zwischen Ebmatingen und dem Greifensee sowie Neugut und Bachlen oberhalb von Uessikon.

### Naturschutzgebiete

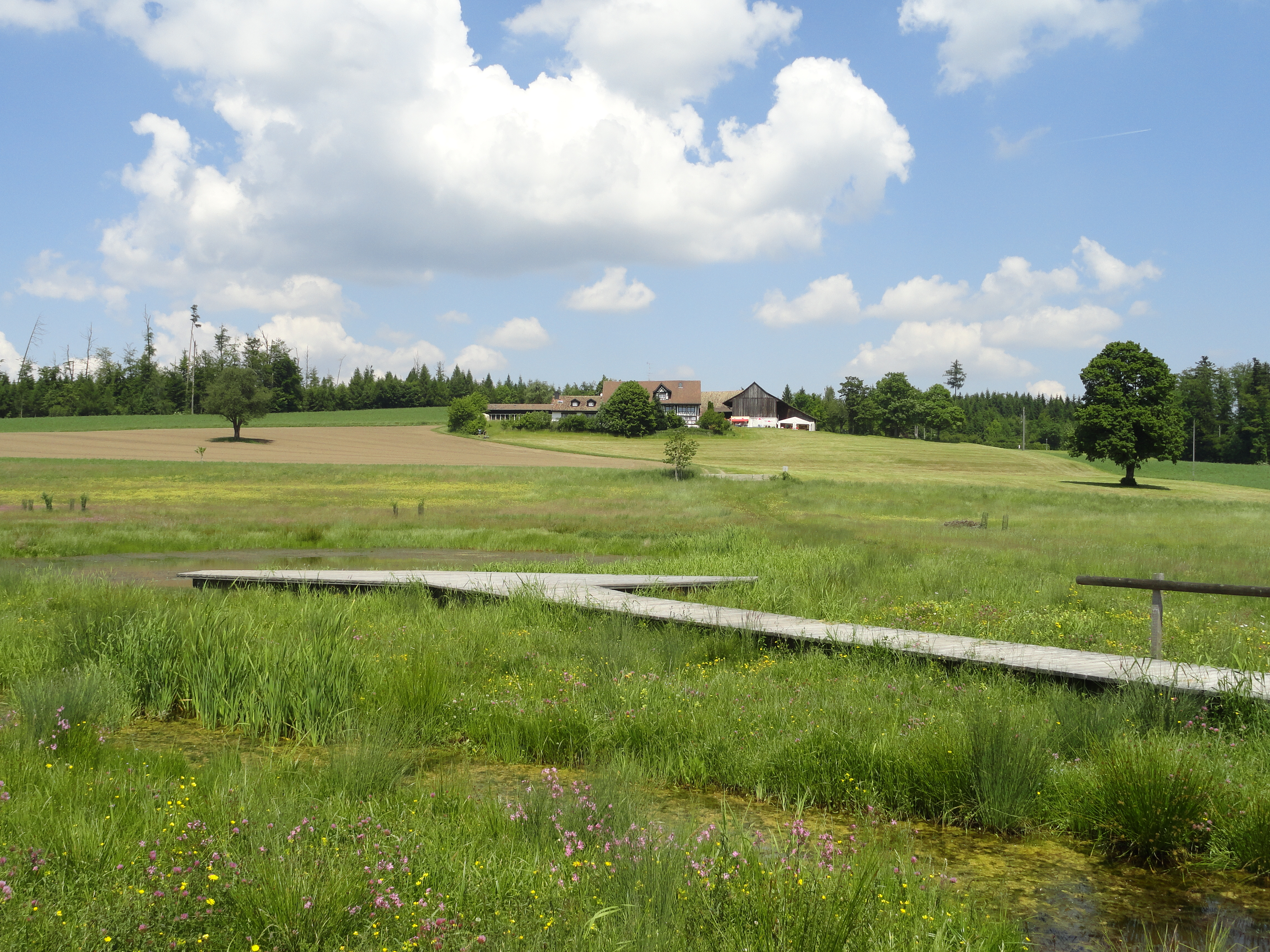
Guldenen

Das Ufer vom Greifensee steht seit 1941 unter Naturschutz. Es ist deswegen kaum verbaut und nur an wenigen Stellen zugänglich. So konnte sich an vielen Orten der Schilfgürtel erhalten. Auch die Pfahlbausiedlungen liegen hier.
Zu Maur gehört ebenfalls das 2010 angelegte neue Naturschutzgebiet von Hinter Guldenen am Grenzgebiet Küsnacht/Egg und Maur. 60'000 Quadratmeter Weiher, Gräben und Feuchtwiesen wurden angelegt.

## Wirtschaft
Die Gemeinde war lange Zeit von den bedeutenden Verkehrswegen abgeschnitten. Ohne Eisenbahn und ohne wasserreiche Bäche konnte in der Gemeinde keine Industrie Fuss fassen. Noch heute ist die Landwirtschaft neben einigen kleinen Dienstleistungs- und Handwerksbetrieben wichtiger Arbeitgeber. Vier Fünftel der arbeitenden Bevölkerung verdienen ihr Auskommen ausserhalb der Gemeinde, mehrheitlich in der Stadt Zürich und in den umliegenden Orten. Die Zahl der Pendler, die in Maur wohnen und auswärts arbeiten, ist doppelt so gross wie die Zahl der Personen, die insgesamt in Maur arbeiten.
Im Studio Powerplay in Maur produzierten und nahmen fast alle bedeutenden Schweizer Musiker sowie viele internationale Bands Platten und CDs auf, so die Bee Gees, Europe (u. a. den Song The Final Countdown), Lady Gaga, Lenny Kravitz, Prince, Snoop Dogg, Udo Jürgens und Wu-Tang Clan.

### Verkehr

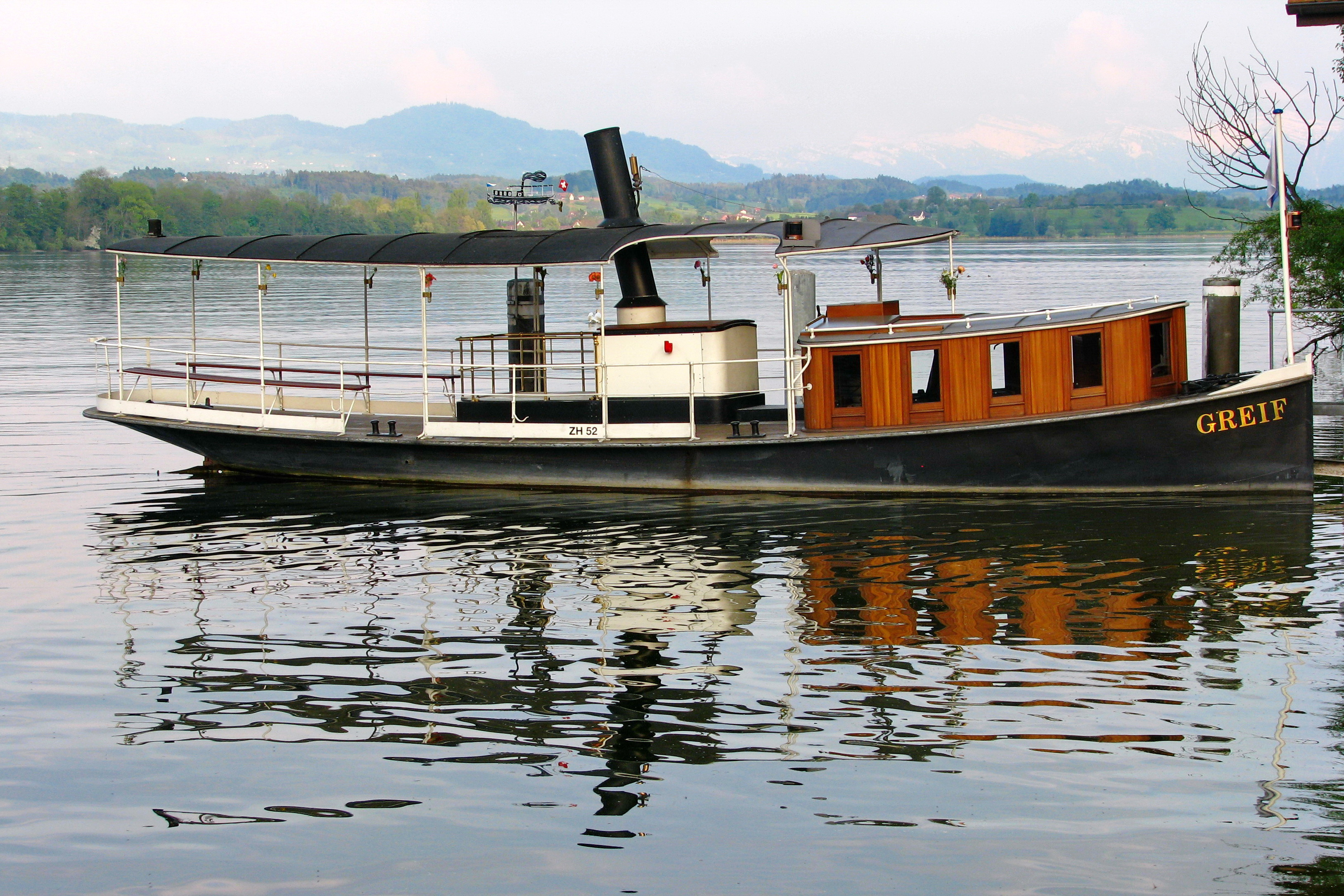
Das Dampfschiff Greif (Baujahr 1895) an der Schifflände von Maur

Die Forchbahn S 18 Zürich Stadelhofen – Forch – Esslingen der S-Bahn Zürich verbindet in 20 Minuten den Mauremer Gemeindeteil Aesch (und Scheuren) mit der Stadt Zürich.
Zudem verkehren folgende Buslinien, welche von den VBZ betrieben werden:
701 Maur – Ebmatingen – Binz – Zürich, Klusplatz
703 Benglen, Bodenacher – Binz – Zürich, Klusplatz
743 Maur – Fällanden – Stettbach
744 Scheuren – Ebmatingen – Fällanden – Stettbach (nur zu Hauptverkehrszeiten)
910 Ebmatingen – Binz – Zollikerberg – Zollikon
Von Maur gibt es eine Schiffsverbindung nach Niederuster. Uessikon ist nicht an den öffentlichen Verkehr angebunden.
Seit Herbst 2003 sind grosse Teile der Gemeinde vom Fluglärm der Anflüge auf den Flughafen Zürich betroffen. Bürgerorganisationen wie der Verein Flugschneise Süd – NEIN sowie die Gemeindebehörden setzen sich gegen den Fluglärm zur Wehr.

## Sehenswürdigkeiten

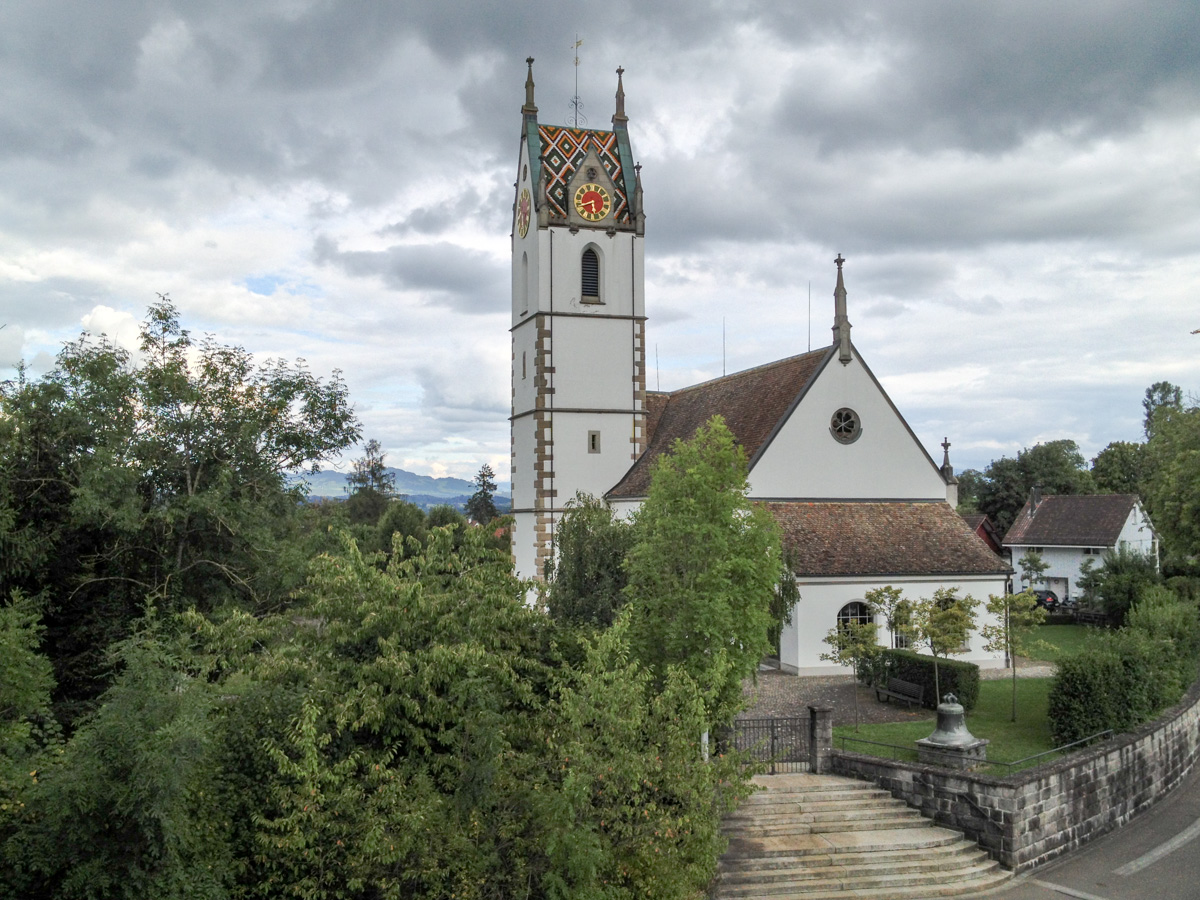
Reformierte Kirche Maur

- Burg Maur mit David-Herrliberger-Sammlung
- Mühle mit Ortsmuseum und Sägerei – die Sägemühle ist funktionsfähig, wird jedoch bei Vorführungen von einem Elektromotor unterstützt (da der Mühleweiher unter Naturschutz steht, kann er nicht wie zum Sägen erforderlich abgelassen werden; das Wasser reicht für das Wasserrad, aber nicht zum Sägen).
- Reformierte Kirche Maur
- Forchdenkmal

## Persönlichkeiten
- Mina Hofstetter (1883–1967), Landwirtin und Feministin
- Werner Kuhn (1899–1963), Physikochemiker und Hochschullehrer
- Godi Leiser (1920–2009), Grafiker und Zeichner
- Richard Reich (1927–1991), Journalist und Politiker
- Ludwig A. Minelli (* 1932), Anwalt
- Peter Jacques (1935–2025), Jazzmusiker, Bandleader und Musikredaktor, lebte in Ebmatingen
- Emanuel Plattner (* 1935), Radrennfahrer
- Erhard Fappani (1936–1999), Maler
- Vroni König-Salmi (* 1969), Orientierungsläuferin
- Thomas Renggli (* 1972), Journalist und Buchautor, lebt in Ebmatingen